# Киванука, Бенедикто
Бенедикто Кабиму Мугамба Киванука (англ. Benedicto Kabimu Mugumba Kiwanuka; май 1922 — 22 сентября 1972) — первый премьер-министр Уганды, лидер «Демократической партии», один из политиков, которые управляли Угандой в течение переходного периода между колониальным британским управлением и независимостью.

## Ранние годы
Бенедикто Киванука родился в мае 1922 года в городе Кисабуо (Kisabwa) в королевстве Буганда. Киванука получил начальное образование в миссионерских школах. Во время Второй мировой войны Киванука служил в корпусах Африканских королевских стрелков, выполняя задания в Кении, Египте и Палестине. Свою военную карьеру он завершил в звании сержант-майор.
После войны Киванука вернулся в Уганду и работал в высоком суде синхронным переводчиком. Киванука хотел стать адвокатом и потому он поступил в Католический университетский колледж Пия XII (Pius XII Catholic University College) в 1950 году. Затем он обучался в Великобритании в Университетском колледже Лондона с 1952 по 1956 год. Вернувшись в Уганду, он занимался юридической практикой в частном порядке.

## Политическая карьера
В это время Уганда была на пороге обретения независимости. Но существовали некоторые проблемы из-за сложной административной системы страны. Аристократия могущественного королевства Буганда хотела сохранить как можно больше прав за своей территорией, вплоть до независимости королевства. Среди различных политических организаций, созданных в это время, была Демократическая партия — результат деятельности католиков, которые думали, что члены их религии не имеют достаточного представительства на угандийской политической арене. Киванука стал лидером партии в 1958 году и впоследствии отказался от адвокатской практики, чтобы посвящать своё время политике.
Когда были проведены первые выборы в Национальную ассамблею в 1961 году, в стране были две крупные партии: «Демократическая партия» и «Народный конгресс Уганды». Население Буганды бойкотировало выборы, что помогло «Демократической партии» получить большинство мест в ассамблее. Киванука сформировал своё правительство и 1 июля 1961 года стал первым главным министром Уганды. 1 марта 1962 года он был назначен первым премьер-министром.
Однако его премьерство было недолгим. В апреле 1962 года были проведены новые выборы. На этот раз бугандийская аристократия создала свою партию — «Кабака Екка» (в переводе — Только Кабака). Многие баганда голосовали за партию своего короля, что дало ей возможность получить равное количество мест в ассамблее с «Демократической партией» (по 22). Победителем на выборах, стала партия «Народный конгресс Уганды». В ассамблее была сформирована коалиция в составе «Народного конгресса Уганды» и «Кабака Екка». Глава «Народного конгресса», Милтон Оботе, сместил Киванука с поста премьера. «Демократическая партия» ушла в оппозицию.

## Последние годы
Бенедикто Киванука был заключен в тюрьму в 1969 году во время становления однопартийного режима и диктатуры Оботе. В 1971 году Иди Амин сверг Оботе с помощью армии. Иди Амин выпустил Киванука и назначил его верховным судьёй. Бенедикто Киванука вскоре начал сопротивление проводимой государством политике репрессий. За это в 1972 году он был арестован, а затем и убит, став одним из сотен тысяч жертв режима Амина.